# Pasterczyk
Pasterczyk (niem. Weidenműhle) – część wsi Tłumaczów w Polsce, położona w województwie dolnośląskim, w powiecie kłodzkim, w gminie Radków. Wliczony w powierzchnię Tłumaczowa.
W latach 1975–1998 Pasterczyk administracyjnie należał do województwa wałbrzyskiego.